# Java (groupe)
 (février 2024).
Pour les articles homonymes, voir Java.
Java est un groupe de musique français, originaire de Paris, dont le style mélange hip-hop et musette. Le groupe est formé en 2000 autour de Erwan « R.wan » Seguillon et François-Xavier « Fixi » Bossard, et compte quatre albums : Hawaï (2001), Java sur Seine (2001), Safari croisière (2003) et Maudits Français (2009). Le groupe se sépare en 2010, mais se reforme pour une tournée en 2021 pour fêter ses 20 ans d'existence.

## Biographie

### Débuts (2000—2002)
Java est formé en 2000 autour de Erwan « R.wan » Seguillon et François-Xavier « Fixi » Bossard, qui se sont connus au collège à Paris. En février 2000, Java enregistre en trois semaines son premier album, Hawaï, qui sort en mai 2001, avec treize morceaux. Il réunit de la poésie et de l'humour enrobés de gouaille parisienne et, sur le plan musical, du rap (Sex, accordéon et alcool, Pépètes, Dieu, Métro), du jazz (Chihuahua), de la chanson française (Mon monde, Le Poil très proche de Boris Vian, Danser, valse musette à l’énergie rock, le refrain de C’est la vie), funk (Au banquet des chasseurs), et même pop (Le Ramsès assez gainsbourien, période Melody Nelson), le tout porté par une rythmique groove.  Le batteur Marlon est remplacé par Alexis Bossard, frère de François-Xavier « Fixi » Bossard. En France, Java passe à L'Européen en juin 2000, puis en province. Il joue au cours de l’été 2001 au festival des Vieilles Charrues, aux Francofolies de La Rochelle, fait la première partie de M, de Mano Solo… À l’étranger, Java tourne au Mexique et au Liban[réf. souhaitée].
Le deuxième album, Sur Seine, paraît en 2001 en écho à cette tournée, fort de sept morceaux, dont deux inédits (Apocalypse et Chronique d’une toxine) ; la version de Sex, accordéon et alcool y dure près de dix minutes.  En mars 2002, Java est à l’affiche du film Les Femmes... ou les enfants d'abord... de Manuel Poirier où il anime un bal populaire et fait valser enfants et amoureux. C'est grâce à la scène que le groupe connait le succès, notamment après un passage aux Vieilles Charrues en 2001. Le groupe sort son premier live Java sur Seine l'année suivante.
En 2002, le groupe reprend Saucisson de cheval de Boby Lapointe sur l'album Boby Tutti-Frutti. En août 2002, le groupe part au Brésil pour enregistrer son deuxième album studio. L’enregistrement se poursuit à Paris et à la campagne. Le groupe prend la route au début de 2003, en province et à Paris avec un passage au Nouveau Casino. Le nouvel album, Safari croisière, sort en septembre 2003. Le premier morceau, 6/8, commence par un Erwan survolté. Plusieurs genres musicaux sont présents : rap (Ce s’ra tout, où un inconnu tente de séduire sa boulangère), samba (Samba do Jerusalem), pop voire rock (Carte bleue sur un texte d’Alexandre Kaufmann), funk voire techno (Cendrier, conte de Cendrillon revisité à la sauce nicotine), valse musette (Le 10 ),  jazz (Alinéa), musique africaine (La guerre), musique ethnique (Sacrifice chez les Zombilé). Deux soirées à l'Élysée-Montmartre à Paris à guichets fermés en octobre et en novembre, avant une tournée en province jusqu’au mois de décembre. Sur la scène de l'Élysée-Montmartre, l’accordéoniste Daniel Colin vient les rejoindre pour jouer de la valse musette, des couples de danseurs se forment dans la salle. À Marseille, ce sont les Massilia Sound System qui se prêtent au jeu.

### Suites et séparation (2003—2010)
Le groupe enregistre son deuxième album studio au Brésil. Safari croisière parait ainsi en 2003, la chanson Samba do Jérusalem étant choisie comme single. En 2004, on retrouve Java au Printemps de Bourges, au festival Solidays, à la Fête de l'Humanité (aux côtés de Têtes raides et d'Alain Bashung) ; en novembre, Java part deux semaines au Québec et en Australie en janvier 2005[réf. souhaitée].
En 2006, Erwan Seguillon, auteur-interprète du groupe, sort un disque solo sous le nom de R.Wan. L'album se nomme Radio Cortex et contient notamment Lâche l'affaire, un remake de la chanson de Renaud Laisse béton[réf. souhaitée]. À la fin 2006, le groupe part en tournée avec le chanteur de reggae Winston McAnuff[réf. souhaitée] et fait paraitre l'album Paris Rockin. Le groupe continue ses tournées. En 2008, R.Wan sort Radio Cortex 2. Le plus récent album du groupe est paru le 27 avril 2009, précédé par une tournée australienne et française.
Le 7 septembre 2010, le groupe annonce qu'il entame une pause à durée indéterminée. Les membres du groupe lancent plusieurs projets : ainsi Fixi sort un album avec Winston McAnuff A New Day et un autre avec Nicolas Giraud en hommage à Tony Allen, tandis que R.wan devient membre de Soviet Suprem, et publie cinq albums en solo en dix ans.

### Retour en tournée (2021)
À la mi-2021, le groupe se reforme à Vitry-sur-Seine, dans le Val-de-Marne, et entreprend une tournée pour fêter leur 20 années d'existence. Ils jouent notamment à Juvigny, et sur la scène du festival du Grand Soufflet, le dimanche 10 octobre 2021, au Thabor, à Rennes.

## Style musical
Le groupe propose un mélange musical, appelé par le groupe et les médias « rap musette »,, fondé sur un phrasé rap accompagné d'une musique de bal-musette à base d'accordéon. Les textes sont parsemés de jeux de mots et de doubles sens. L'humeur du groupe peut se résumer à son hymne officiel : 

« Java, c'est pas de la menthe à l'eau,
Java, c'est du rock'n roll,
Java, c'est le vrai son parigot,
La devise : sexe, accordéon et alcool. »

Fixi l'accordéoniste explique la démarche : « L’idée de Java était de trouver une réponse au hip-hop qu’on faisait en France […], on copiait la musique qui venait des Américains, je trouvais qu’on faisait du « sous hip-hop ». Les Américains ont samplé leurs disques de jazz, de soul, et ils ont ré-inventé leur folklore en mettant des paroles par-dessus. Je me suis demandé : « Pourquoi ne pas avoir la même démarche ? » C’est là que je me suis mis à chercher des 78 tours, des vieux disques de java, de fox-trot, des années 1930-40. Cela m’a permis de découvrir des grands personnages de l’accordéon comme Tony Murena, Gus Viseur ou Jo Privat que j’ai samplés et ça a donné notre tambouille. »

## Membres
- Erwan « R.wan » Seguillon — chant (auteur-interprète)
- François-Xavier « Fixi » Bossard — accordéon, claviers
- Alexis « Bistrol Banto » Bossard[1]  — batterie
- Jérôme « Pépouseman » Boivin —  contrebasse

## Discographie

### Participation
- 2002 : Boby Tutti-Frutti - L'Hommage Délicieux À Boby Lapointe - Reprise de Saucisson De Cheval